# Firefox Sync
Firefox Sync est un module intégré à Mozilla Firefox à partir de la version 4.0 et SeaMonkey 2.1, dont il était, dans les versions précédentes, un plugin. Sa première version, sortie le 21 décembre 2007, était baptisée Mozilla Weave.
Firefox Sync permet de synchroniser les marque-pages, l’historique de navigation, les préférences, les mots de passe, formulaires pré-remplis, les extensions et les 25 derniers onglets ouverts à travers différents ordinateurs. Il conserve les données des utilisateurs sur les serveurs de Mozilla, chiffrés par TLS de telle manière qu'aucun tiers, Mozilla y compris, ne puisse y avoir accès. Il est également possible de synchroniser ses données sur un serveur personnel (pour les entreprises et les particuliers) à l'aide de Firefox Sync Server (initialement nommé Weave Server et Weave Minimal Server).

## Firefox Home
Firefox Home est une application pour iPhone et iPod Touch, basée sur la technologie Firefox Sync. Elle permet aux utilisateurs d'accéder à leur historique de navigation Firefox, à leurs marque-pages et à leurs onglets récents. Elle inclut également la « Awesomebar » de Firefox. Il ne s'agit pas d'un navigateur, car l'application ouvre les pages soit dans un navigateur Webkit soit dans Safari,.